# Sturmgeschütz-Brigade 600
De Stab Sturm-Artillerie-Abteilung z.b.V. 600 / Sturmgeschütz-Abteilung 600 / leichte Sturmgeschütz- Abteilung 600 / Sturmgeschütz-Brigade 600 / Heeres-Sturmgeschütz-Brigade 600 was tijdens de Tweede Wereldoorlog een Duitse Sturmgeschütz-eenheid van de Wehrmacht ter grootte van een afdeling, uitgerust met gemechaniseerd geschut. Deze eenheid was een zogenaamde Heerestruppe, d.w.z. niet direct toegewezen aan een divisie, maar ressorterend onder een hoger commando, zoals een legerkorps of leger.
Deze Sturmgeschütz-eenheid kwam in actie aan het oostfront gedurende zijn hele bestaan. Oorspronkelijk alleen opgericht als staf om onafhankelijke batterijen te leiden, werd de eenheid uiteindelijk een volledige Abteilung en later brigade.

## Krijgsgeschiedenis

### Stab Sturm-Artillerie-Abteilung z.b.V. 600
Stab Sturm-Artillerie-Abteilung z.b.V. 600 werd opgericht  op 24 juli 1940. Deze staf-eenheid was bedoeld als service-eenheid voor de zes zelfstandige Sturmgeschütz batterijen die er op dat moment waren na de Franse veldtocht. Pas in oktober 1940 werden rond Douai (bij Lille) de Sturmgeschütz-Batterien 659, 660, 665 en 666 werkelijk onder bevel gesteld van de staf. Bij het begin van Operatie Barbarossa, op 22 juni 1941, stond de staf met de Sturmgeschütz-Batterien 659, 660 en 666 onder bevel van het 2e Legerkorps, vanaf 20 augustus onder het 1e Legerkorps en op 29 september bij het 9e Leger. Vanaf 2 oktober 1941 stond de staf met de Sturmgeschütz-Batterien 660 en 665 onder bevel van het 41e Gemotoriseerde Korps en drong hiermee door tot in Kalinin. Na de terugtocht vanaf Moskou bleef de staf bij dit korps in het eerste kwartaal van 1942 zuidoostelijk van Rzjev.

### Sturmgeschütz-Abteilung 600
Op 2 maart 1942 werden dan de Sturmgeschütz-Batterien 660, 665 en 666 vast aan de staf toebedeeld en werd deze staf hernoemd in Sturmgeschütz-Abteilung 600. De Abteilung voerde ook wel de titel Sturmgeschütz-Abteilung 600 "Feld", om zich te onderscheiden van de Sturmgeschütz-Ersatz-Abteilung 600. De Abteilung bleef bij het 41e Gemotoriseerde- en vanaf 10 juli 1942 het 41e Pantserkorps. Daarbij stond de Abteilung van 15 augustus tot 16 september 1942 onder bevel van de 19e Pantserdivisie. Vanaf oktober was de Abteilung bij het 53e Legerkorps en vanaf medio december bij het 2e Pantserleger. In het voorjaar van 1943 had de Abteilung zulke zware verliezen geleden dat deze op 30 maart 1943 uit het front genomen werd en teruggestuurd naar Jüterbog voor herbouw.
Op 30 maart 1943 werd de Abteilung omgevormd in leichte Sturmgeschütz-Abteilung 600

### leichte Sturmgeschütz- Abteilung 600
De Abteilung ging weer terug naar het oostfront en kwam de daaropvolgende maanden in actie tijdens de Duitse terugtocht, langs plaatsen als Brjansk, Gomel, Rogachev, Bobroejsk, Mogilev en uiteindelijk Vitebsk. Begin december 1943 volgde een verplaatsing naar het bruggenhoofd bij Chausy en bleef daar tot februari 1944.
Op 14 februari 1944 werd de Abteilung omgedoopt in Sturmgeschütz-Brigade 600.

### Sturmgeschütz-Brigade 600
De omdoping in Sturmgeschütz-Brigade betekende echter geen organisatorische verandering, de samenstelling bleef gelijk. Tot eind maart 1944 kwam de brigade in actie bij Rogachev, waarop begin april een treintransport volgde naar Kovel, met inzet daar tot eind juni 1944.
Op 10 juni 1944 werd de brigade omgedoopt in Heeres-Sturmgeschütz-Brigade 600.

### Heeres-Sturmgeschütz-Brigade 600
Ook nu betekende de omdoping geen organisatorische verandering, de samenstelling bleef opnieuw gelijk. In juli volgde dan een terugtocht via Chełm naar de Weichsel, gevolgd door rust bij Krakau. Begin september volgde dan een verplaatsing naar Altengrabow voor opfrissing en heruitrusting. De brigade werd eind oktober weer op transport gezet naar Danzig en verscheept naar Liepāja voor inzet in de Koerland-pocket.
Medio december was de brigade voorzien om omgevormd te worden tot Heeres-Sturmgeschütz-Brigade. Maar slechts een deel van de Begleit-Grenadier-Batterie werd toegevoegd en daarmee kwam de officiële omdoping niet tot stand.

### Einde
De Heeres-Sturmgeschütz-Brigade 600 werd op 12 april 1945 in Koerland opgeheven. De resterende 11 Sturmgeschützen en personeel werden over andere brigades verdeeld.

## Samenstelling
- Staf
- 1e Batterij (ex Sturmgeschütz-Batterie 660)
- 2e Batterij (ex Sturmgeschütz-Batterie 665)
- 3e Batterij (ex Sturmgeschütz-Batterie 666)

## Commandanten
| Rang           | Naam                                    | Begin           | Eind             |
| -------------- | --------------------------------------- | --------------- | ---------------- |
| Major          | von Below                               | 24 juli 1940    |                  |
| Major          | Krokisius                               | 2 maart 1942    |                  |
| Oberleutnant   | Herbert Jaschke                         | oktober 1942    | maart 1943       |
| Oberstleutnant | von Below                               | 11 maart 1943   |                  |
| Hauptmann      | Neumann                                 |                 |                  |
| Hauptmann      | Ernst-August von Harder                 | 15 mei 1943     | 7 januari 1944 † |
| Hauptmann      | Ludwig Buchwieser                       | 15 maart 1944   |                  |
| Hauptmann      | Johannes Dratwa 08.02.1945 - 08.05.1945 | 8 februari 1942 | 12 april 1945    |

Hauptmann von Harder sneuvelde zuidelijk van Mogilev.